# Todiuvți, Veliko Tărnovo
Todiuvți (în bulgară Тодювци) este un sat în comuna Elena, regiunea Veliko Tărnovo,  Bulgaria. 

## Demografie
Componența etnică a satului Todiuvți
     Bulgari (96%)
     Nicio identificare (4%)
     Altele (0%)
La recensământul din 2011, populația satului Todiuvți era de 50 locuitori. Din punct de vedere etnic, majoritatea locuitorilor (96%) erau bulgari. Pentru 4% din locuitori nu este cunoscută apartenența etnică.